# Championnats d'Europe de karaté 1999
Les championnats d'Europe de karaté 1999 ont eu lieu du 21 au 23 mai 1999 à Chalcis, sur l'île d'Eubée, en Grèce. Il s'agissait de la 34e édition des championnats d'Europe de karaté senior.

## Résultats

### Épreuves individuelles

#### Kata
| Rang | Pays    | Karatéka      |
| ---- | ------- | ------------- |
| 1    | Espagne | F. Hernandez  |
| 2    | Italie  | Maurino       |
| 3    | France  | Stéphane Mari |

| Rang | Pays    | Karatéka                      |
| ---- | ------- | ----------------------------- |
| 1    | Italie  | R. Sodero                     |
| 2    | France  | Myriam Szkudlarek             |
| 3    | Espagne | Miriam Cogolludo de la Herras |

#### Kumite

##### Kumitemasculin
| Rang | Pays     | Karatéka            |
| ---- | -------- | ------------------- |
| 1    | Espagne  | David Luque Camacho |
| 2    | Finlande | Toivanen            |
| 3    | France   | Joël Barst          |
| 3    | Bulgarie | Ivanov              |

| Rang | Pays        | Karatéka           |
| ---- | ----------- | ------------------ |
| 1    | France      | Alexandre Biamonti |
| 2    | France      | Soufiane Sankhon   |
| 3    | Azerbaïdjan | Huseynov           |
| 3    | Espagne     | Ramiro             |

| Rang | Pays     | Karatéka     |
| ---- | -------- | ------------ |
| 1    | Croatie  | Lefevre      |
| 2    | France   | Robert Gomis |
| 3    | Pays-Bas | Boelbaai     |
| 3    | Espagne  | Vasquez      |

| Rang | Pays      | Karatéka                |
| ---- | --------- | ----------------------- |
| 1    | Italie    | G. Talarico             |
| 2    | Turquie   | Karamollaoglu           |
| 3    | Russie    | Islamoutdin Eldarouchev |
| 3    | Slovaquie | Klaudio Farmadin        |

| Rang | Pays        | Karatéka         |
| ---- | ----------- | ---------------- |
| 1    | Turquie     | Z. Celik         |
| 2    | Allemagne   | Chaabo           |
| 3    | Yougoslavie | Miranovic        |
| 3    | Pays-Bas    | Daniël Sabanovic |

| Rang | Pays       | Karatéka      |
| ---- | ---------- | ------------- |
| 1    | Angleterre | Wayne Otto    |
| 2    | France     | Seydina Balde |
| 3    | Turquie    | Ercin         |
| 3    | Norvège    | Sorken        |

| Rang | Pays        | Karatéka         |
| ---- | ----------- | ---------------- |
| 1    | Croatie     | Lefevre          |
| 2    | Yougoslavie | P. Stojadinov    |
| 3    | Turquie     | Z. Celik         |
| 3    | Slovaquie   | Klaudio Farmadin |

##### Kumiteféminin
| Rang | Pays     | Karatéka        |
| ---- | -------- | --------------- |
| 1    | France   | Nadia Mecheri   |
| 2    | France   | Corinne Terrine |
| 3    | Turquie  | Celik           |
| 3    | Finlande | Sari Laine      |

| Rang | Pays        | Karatéka          |
| ---- | ----------- | ----------------- |
| 1    | Italie      | Chiara Stella Bux |
| 2    | Allemagne   | A. Witteborn      |
| 3    | Turquie     | Gedik             |
| 3    | Yougoslavie | Snežana Perić     |

| Rang | Pays       | Karatéka                  |
| ---- | ---------- | ------------------------- |
| 1    | Angleterre | Laurence Fischer          |
| 2    | Espagne    | Gloria Casanova Rodriguez |
| 3    | Grèce      | Dougeni                   |
| 3    | Italie     | Ferrone                   |

| Rang | Pays      | Karatéka      |
| ---- | --------- | ------------- |
| 1    | Allemagne | Nadine Ziemer |
| 2    | Turquie   | Firat         |
| 3    | Suède     | Berger        |
| 3    | Croatie   | Iskra         |

### Épreuves par équipes

#### Kata
| Rang | Pays    |
| ---- | ------- |
| 1    | Espagne |
| 2    | France  |
| 3    | Italie  |

| Rang | Pays    |
| ---- | ------- |
| 1    | Espagne |
| 2    | Italie  |
| 3    | France  |

#### Kumite
| Rang | Pays               | Karatékas                     |
| ---- | ------------------ | ----------------------------- |
| 1    | France             | Alexandre Biamonti, notamment |
| 2    | Bosnie-Herzégovine |                               |
| 3    | Allemagne          |                               |
| 3    | Pays-Bas           |                               |

| Rang | Pays      | Karatékas                    |
| ---- | --------- | ---------------------------- |
| 1    | Turquie   |                              |
| 2    | Italie    | Chiara Stella Bux, notamment |
| 3    | Allemagne |                              |
| 3    | France    |                              |